# 安達もじり
安達 もじり（あだち もじり）は、日本のテレビドラマ演出家。2025年4月にNHKを退職。フリーランスに。

## 経歴・人物
京都府京都市出身。父は大阪大学総長などを務めた哲学者の鷲田清一で、兄はキュレーターの鷲田めるろ。東京大学文学部を卒業後、NHKへ入局。「もじり」という名前は、画家のアメデオ・モディリアーニに因んで名づけられた。
『カーネーション』『花子とアン』『べっぴんさん』『まんぷく』など、数多くの朝の連続テレビ小説の演出を手掛けたのち、企画段階から参加した『カムカムエヴリバディ』で、担当の朝ドラにおいては初めてチーフ演出を手掛ける。

## 受賞歴
- 第111回ザテレビジョンドラマアカデミー賞（2022年） - 最優秀作品賞（『カムカムエヴリバディ』）[6]

## 主な作品
特記以外NHK
allcinema・インタビュー記事を参照。

### ドラマ
★はチーフ演出。無印は演出。
- 再生の町（2009年）
- 大阪ラブ＆ソウル この国で生きること（2010年）★
- カーネーション（2011年 - 2012年）
- 夫婦善哉（2013年）★
- 花子とアン（2014年）
- 花燃ゆ（2015年）
- べっぴんさん（2016年 - 2017年）
- まんぷく（2018年 - 2019年）
- 心の傷を癒すということ（2020年）★
- カムカムエヴリバディ（2021年 - 2022年）★
- 探偵ロマンス（2023年）★
- パーセント（2024年） - 制作統括
- バニラな毎日（2025年）

### 映画
- 心の傷を癒すということ 劇場版（2021年）
- 港に灯がともる（2025年）

## 出演
- A-Studio+（2022年6月17日、TBSテレビ）（ゲスト・川栄李奈ゆかりの人として出演）[9]